# Cleptonotus
Cleptonotus is een kevergeslacht uit de familie van de boktorren (Cerambycidae). De wetenschappelijke naam van het geslacht werd voor het eerst geldig gepubliceerd in 1950 door Breuning.

## Soorten
Cleptonotus omvat de volgende soorten:
- Cleptonotus albomaculatus (Blanchard, 1851)
- Cleptonotus subarmatus (Fairmaire & Germain, 1859)